# Insectihabitans
Famille
Insectihabitans est un genre de bacilles Gram négatifs de la famille des Budviciaceae. Son nom, construit sur le latin insecta (insectes) et habitans (habitant), se traduit donc littéralement par « habitant des insectes ». Il fait référence aux larves du coléoptère Proteatia brevitarsis d'où ce genre bactérien a été isolé pour la première fois.
En 2022 c'est un genre monospécifique, la seule espèce connue Insectihabitans xujianqingii (Ge et al. 2021) Lee et al. 2021 étant également l'espèce type du genre. Cette espèce était auparavant connue sous le nom de Jinshanibacter xujianqingii avant d'être reclassée en 2021 à l'occasion de la création du genre Insectihabitans.